# Tipula stigmatella
Tipula stigmatella är en tvåvingeart som beskrevs av Theodor Emil Schummel 1833. Tipula stigmatella ingår i släktet Tipula och familjen storharkrankar. Inga underarter finns listade i Catalogue of Life.

## Bildgalleri

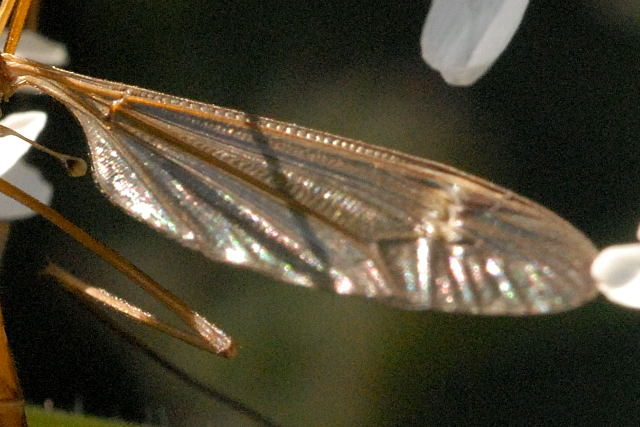